# SkyTeam Cargo
SkyTeam Cargo es una alianza global de carga en el que todos los miembros son también miembros de la alianza SkyTeam. SkyTeam Cargo es actualmente la mayor alianza de carga, y compite con la Alianza WOW.

## Historia
Tres meses después de la fundación de SkyTeam, el 22 de junio, la alianza aérea anunció en septiembre de 2000 la creación de su división de carga, SkyTeam Cargo. Los fundadores de la alianza fueron Aeroméxico Cargo, Air France Cargo, Delta Air Logistics y Korean Air Cargo, cuyos propietarios de dichas aerolíneas de cargo, son miembros de SkyTeam.
En 2001, Czech Airlines Cargo y Alitalia Cargo unieron en abril y agosto, respectivamente. Ambas divisiones se unieron a la alianza de carga dentro de días donde CSA Czech Airlines (25 de marzo) y Alitalia (27 de julio) se unen a SkyTeam.
KLM Cargo se incorporó a la alianza en septiembre de 2004, cuatro meses después de la fusión de Air France y KLM, que posteriormente crearon holding Air France-KLM. Al año siguiente, en septiembre, Northwest Airlines Cargo se incorpora a la alianza de carga, que se produjo un año después de Northwest Airlines se uniera a SkyTeam. Sin embargo, el 14 de abril de 2008, Northwest Airlines se fusionó con Delta Air Lines, una de las aerolíneas más importantes del mundo. China Southern Airlines se unió a la alianza en noviembre de 2010. El 6 de noviembre de 2013, Aerolíneas Argentinas, se unió a la Alianza SkyTeam Cargo sumando más de 30 destinos de América Latina a la red global.

## Miembros actuales
| Aerolínea                   | Miembro de             |
| América                     | América                |
| --------------------------- | ---------------------- |
| Aerolíneas Aerolíneas Cargo | Aerolíneas Argentinas  |
| Aeroméxico Cargo            | Aeroméxico             |
| Delta Cargo                 | Delta Airlines         |
| Europa                      |                        |
| Aeroflot Cargo              | Aeroflot               |
| Air France Cargo            | Air France             |
| ITA Airways Cargo           | ITA Airways            |
| Czech Airlines Cargo        | Czech Airlines         |
| KLM Cargo                   | KLM                    |
| Asia                        |                        |
| China Airlines Cargo        | China Airlines         |
| China Cargo Airlines        | China Eastern Airlines |
| Korean Air Cargo            | Korean Air             |
| Saudia Cargo                | Saudia                 |